# Microbiologia industrial

Modelo de biorreator, equipamento fundamental para a microbiologia industrial

Microbiologia industrial ou biotecnologia microbiana é o âmbito da microbiologia orientado à produção de elementos de interesse industrial mediante processos nos quais intervenha, em algum passo, um microorganismo. Por exemplo, a produção de: alimentos (fermentação do vinho, pão ou cerveja) e suplementos (como os cultivos de algas, vitaminas ou aminoácidos); biopolímeros, como o xantano, alginato, celulosa, ácido hialurónico, polihidroxialcanatos; biorremediação de meios contaminados ou tratamento de esgoto; bem como a produção de princípios ativos de interesse em medicina, como a insulina e hormona do crescimento ou de substâncias implicadas no diagnóstico, como as polimerases empregadas em PCR quantitativa.